# Euxoa eruta
Euxoa eruta (früher z. T. Euxoa tritici) ist eine Schmetterlingsart (Nachtfalter) aus der Familie der Eulenfalter. Sie ist eine von drei Arten des engeren E. tritici-Komplexes, deren taxonomischer Status als bona species angezweifelt wurde und z. T. immer noch wird. Die Art wurde früher z. T. auch unter dem deutschen Trivialnamen Weizeneule geführt.

## Merkmale
Die Falter haben eine Flügelspannweite von 33 bis 34 Millimetern. Die Grundfarbe der Vorderflügel ist dunkelbraun bis dunkelgrau. Aufgrund der taxonomischen Unsicherheit ist die Variationsbreite der Grundfärbung der Vorderflügel bisher noch nicht etabliert. Ring- und Nierenmakeln sind häufig deutlich hell gezeichnet und dunkel gerandet. Vorderrand und Makeln sind häufig weiß überstäubt. Innere und äußere Querlinie sowie die Wellenlinie sind erkennbar, aber meist verwischt. Die Hinterflügel sind weißlich mit einem mehr oder weniger breiten braunen Rand. Die Männchen haben relativ kurze kammartige Fühler, die Weibchen fadenförmige Fühler.
Das Ei ist gelbweiß und ohne Rippung auf der Oberfläche.
Die Raupe ist braun bis dunkelbraun mit einer hellen Rückenlinie.
Die Puppe ist rotbraun; der Kremaster ist mit zwei kurzen Dornen besetzt.

### Ähnliche Arten
Die drei Arten des engeren E. tritici-Komplexes, d. h. E. nigrofusca, E. tritici und E. eruta sind sich sehr ähnlich und können meist nur durch genitalmorphologische Untersuchungen unterschieden werden. Und selbst das wird angezweifelt.
- E. aquilina, die sägezahnartigen Fühler der Männchen haben längere Zähnchen als die Fühler der männlichen Falter von E. nigrofusca, E. tritici und E. eruta.
- E. tritici, ist kleiner und dunkler als E. eruta, kürzere und breitere Vorderflügel mit leicht violetter Tönung
- E. nigrofusca, die Raupen sind etwas kleiner und heller als bei E. eruta, die Falter sind in der Grundfärbung etwas heller mit mehr Brauntönen, die Zeichnung ist kontrastreicher[4]

Die drei weiteren Arten des E. tritici-Komplexes (E. montivaga, E. segnilis und E. diaphora) kommen nicht in Mitteleuropa vor.

## Geographische Verbreitung und Lebensraum
Euxoa tritici kommt in Europa von England bis zum Ural vor, im Norden von Skandinavien bis ins Mittelmeergebiet. Das genaue Areal ist bisher aufgrund der oft fehlenden Differenzierung zu Euxoa nigrofusca und Euxoa tritici unbekannt. Im Osten reicht das Verbreitungsgebiet bis in die Türkei, Westsibirien und den Altai. Die Art kommt auf sandigem Heideland vor. In den Alpen steigt sie bis auf 1600 m an.

## Lebensweise
Euxoa eruta bildet eine Generation pro Jahr, deren Falter im Juli und August fliegen. Die Raupen ernähren sich von verschiedenen Gräsern und krautigen Pflanzen.

## Systematik und Nomenklatur
Die Art wurde bis 1993 mit unsicherem Status geführt (f. oder bona species). Sie wurde bis dahin meist als Synonym von E. tritici auct. betrachtet. Bei weiteren Untersuchungen fand Michael Fibiger 1997 im männlichen und weiblichen Genitalapparat Unterschiede zu Euxoa nigrofusca und Euxoa tritici. Seither gilt sie wieder als „bona species“, eine von drei Arten des engeren E. tritici-Komplexes. Die Nomenklatur der beiden anderen Arten ist kompliziert.
Bei der Untersuchung des Typusexemplars (Lectotypus) der von Carl von Linné als Phalaena Noctua tritici aufgestellten Art stellte sich heraus, dass dieses Exemplar identisch ist mit Euxoa crypta Dadd, 1927, d. h., dass der Name tritici Linnaeus, 1761 nun der gültige Name der Art ist, die bei den Autoren meist als E. crypta bezeichnet wird.
Der älteste verfügbare Name für die bisher in der Literatur fälschlich als Euxoa tritici bezeichneten Art ist dagegen Phalaena Noctua nigrofusca Esper, 1788, der in der Kombination Euxoa nigrofusca der gültige Name der Euxoa tritici auct. ist.
Marko Mutanen fand dagegen bei quantitativen morphometrischen Untersuchungen der männlichen und weiblichen Genitalapparate des weiteren E. tritici-Komplexes keine signifikanten Unterschiede und schloss, dass wahrscheinlich einige, wenn nicht sogar alle Arten des E. tritici-Komplexes (i.e. E. nigrofusca, E. tritici, E. eruta, E. montivaga, E. segnilis und E. diaphora) synonymisiert werden müssen.

## Gefährdung
Aufgrund der schwierigen Situation der Taxonomie ist das Gefährdungspotential dieser Art nur schwer abzuschätzen. Es kann im Grunde nur für den E. tritici-Komplex insgesamt angegeben werden. Die ständig schwankenden Populationsgrößen dieser Art(en) sind in den letzten Jahren merklich gesunken. Trotzdem werden/wird sie nicht als gefährdet eingestuft.

## Anmerkung
1. ↑  Nach den zwei bei Fibiger (1990) abgebildeten Faltern